# Herrarnas 56 kg i tyngdlyftning vid olympiska sommarspelen 2004
Herrarnas tyngdlyftning i 56-kilosklassen vid olympiska sommarspelen 2004 hölls den 15 augusti 2004 i Nikaia Olympic Weightlifting Hall i Aten.

## Tävlingsformat
Varje tyngdlyftare får tre försök i ryck och stöt. Deras bästa lyft i de båda kombineras till ett totalt resultat. Om någon tävlande misslyckas att få ett godkänt lyft, så blir de utslagna. Ifall två tyngdlyftare hamnar på samma resultat, är idrottaren med lägre kroppsvikt vinnare.

## Resultat
| Placering | Idrottare                 | Grupp | Kroppsvikt | Ryck (kg) | Ryck (kg) | Ryck (kg) | Ryck (kg) | Stöt (kg) | Stöt (kg) | Stöt (kg) | Stöt (kg) | Totalt |
| Placering | Idrottare                 | Grupp | Kroppsvikt | 1         | 2         | 3         | Resultat  | 1         | 2         | 3         | Resultat  | Totalt |
| --------- | ------------------------- | ----- | ---------- | --------- | --------- | --------- | --------- | --------- | --------- | --------- | --------- | ------ |
| 1         | Halil Mutlu (TUR)         | A     | 55,93      | 130       | 135       | 140       | 135       | 160       | 165       | 165       | 160       | 295    |
| 2         | Wu Meijin (CHN)           | A     | 55,69      | 125       | 130       | 130       | 130       | 157,5     | 165       | 165       | 157,5     | 287,5  |
| 3         | Sedat Artuç (TUR)         | A     | 55,36      | 125       | 127,5     | 127,5     | 125       | 150       | 155       | 155       | 155       | 280    |
| 4         | Vitali Dzerbianiou (BLR)  | A     | 55,85      | 120       | 125       | 127,5     | 127,5     | 145       | 152,5     | 152,5     | 152,5     | 280    |
| 5         | Óscar Figueroa (COL)      | B     | 55,93      | 120       | 125       | 127,5     | 125       | 145       | 150       | 155       | 155       | 280    |
| 6         | Adrian Jigău (ROU)        | A     | 55,79      | 120       | 120       | 125       | 120       | 150       | 152,5     | 155       | 155       | 275    |
| 7         | László Tancsics (HUN)     | A     | 55,45      | 117,5     | 117,5     | 122,5     | 122,5     | 145       | 145       | 150       | 150       | 272,5  |
| 8         | Jadi Setiadi (INA)        | A     | 53,86      | 117,5     | 117,5     | 122,5     | 117,5     | 145       | 150       | 155       | 145       | 262,5  |
| 9         | Nelson Castro (COL)       | B     | 55,71      | 112,5     | 117,5     | 120       | 117,5     | 140       | 145       | 150       | 145       | 262,5  |
| 10        | Mohammed Ali (IRQ)        | B     | 55,97      | 120       | 130       | 130       | 120       | 135       | 140       | 140       | 135       | 255    |
| 11        | Ahmed Saad (EGY)          | B     | 55,92      | 97,5      | 102,5     | 105       | 102,5     | 120       | 127,5     | 130       | 130       | 232,5  |
| —         | Masaharu Yamada (JPN)     | B     | 55,76      | 102,5     | 102,5     | 102,5     | —         | —         | —         | —         | —         | —      |
| —         | Nafaa Benami (ALG)        | B     | 55,40      | 105       | 110       | 110       | 105       | 130       | —         | —         | —         | —      |
| —         | Mohd Faizal Baharom (MAS) | B     | 55,47      | 110       | 115       | 115       | 110       | 132,5     | 132,5     | 132,5     | —         | —      |
| —         | Yang Chin-yi (TPE)        | A     | 55,50      | 120       | 120       | 120       | —         | —         | —         | —         | —         | —      |
| —         | Wang Shin-yuan (TPE)      | A     | 55,30      | 125       | 125       | 127,5     | —         | —         | —         | —         | —         | —      |
| —         | Eric Bonnel (FRA)         | B     | 55,78      | 112,5     | 112,5     | 112,5     | —         | —         | —         | —         | —         | —      |